# PRIDE 9
PRIDE 9: New Blood fue un evento de artes marciales mixtas producido por PRIDE Fighting Championships, celebrado el 4 de junio de 2000 en el Nagoya Rainbow Hall de Nagoya.